# Cantonul Verdun-Est
Cantonul Verdun-Est este un canton din arondismentul Verdun, departamentul Meuse, regiunea Lorena, Franța.

## Comune
- Ambly-sur-Meuse
- Belrupt-en-Verdunois
- Dieue-sur-Meuse
- Génicourt-sur-Meuse
- Haudainville
- Rupt-en-Woëvre
- Sommedieue
- Verdun (parțial, reședință)